# William Marks
William Marks (Rutland, 15 novembre 1792 – Plano (Illinois), 22 maggio 1872) è stato un religioso e predicatore statunitense.
Fu uno dei leader spirituali della Chiesa di Gesù Cristo dei Santi degli Ultimi Giorni e un membro della Prima Presidenza della Chiesa Riorganizzata. Il suo nome è menzionato dal testo canonico Dottrina e Alleanze nelle rispettive edizioni adottate dalle due Chiese.
Figlio di Cornwall (o Cornell) Marks e di Sarah Goodrich, il 2 maggio 1813 sposò Rosannah Robinson e fu padre di cinque figli.

## Biografia
Marks fu battezzato nella Chiesa dei Santi degli Ultimi Giorni nell'aprile del 1835 a New York e, poco tempo più tardi, ricevette l'orfinazione sacerdotale. Il 3 giugno 1836 fu ordinato anziano. In parte a causa della mancanza di documenti attestanti il rito, il battesimo fu ripetuto per procura il 29 gennaio 1965, successivamente alla morte del leader religioso e in conformità agli usi della Chiesa.
A settembre del 1837, Marks fu nominato all'Alto Consiglio permanente di Kirtland, nell'Ohio e agente della rivista Messenger and Advocate, allorché Joseph Smith e altri fuggirono dall'Ohio sotto pressione della folla. Secondo il testo di riferimento D&C 117, Marks ricevette per rivelazione il mandato di lasciare l'Ohio e di trasferirsi a Far West, nel Missouri, in qualità di presidente dei corpi dei santi, le comunità ecclesiali della regione. Prima del suo arrivo, i mormoni furono espulsi dallo stato a seguito del cosiddetto Ordine di sterminio (Extermination Order") approvato dall'allora governatore Lilburn W. Boggs.
Il 29 marzo 1838, Marks fu visto da Joseph Smith, che scrisse al riguardo:
(Joseph Smith, 29 marzo 1838)
Nel 1839, si stabilì la prima comunità mormone a Commerce, nell'Illinois. Marks fu nominato presidente dell'unità amministrativa di Commerce e, in seguito, presidente dello stake di Nauvoo di Sion, posizione che ricoprì fino al 1844.

A febbraio del 1841, fu anche eletto consigliere comunale e fra i reggenti dell'università locale. Nel 1841, fu uno dei membri fondatori dell'Associazione agricola e manifatturiera di Nauvoo. Secondo il testo di riferimento DeA 124, fu nominato per rivelazione a essere membro e servitore del comitato della Casa di Nauvoo nonché il gestore di Mansion House, l'abitazione privata di Joseph Smith adibita anche a tempio per le ordinazioni della comunità.
Ad aprile del 1841 assistette alla posa della prima pietra angolare del Tempio di Nauvoo, in qualità di presidente, e, un anno più tardi, fu iniziato nella massoneria. 

Secondo il sito della Chiesa di Gesù Cristo dei Santi degli Ultimi Giorni, il 18 dicembre 1841 fu fondata una loggia massonica a Nauvoo, alla quale aderirono Joseph Smith e altri 39 membri.

Il 4 maggio 1842, Marks divenne membro del Consiglio dei Cinquanta.
Sebbene fosse un caro amico di Joseph Smith, Marks si trovò occasionalmente in contrasto con il fondatore della Chiesa. Durante la conferenza generale svoltasi a ottobre del 1843, Smith argomentò con varie prove la sua proposta di respingere Sidney Rigdon dalla carica di primo consigliere della Prima Presidenza. In particolare, accusò Rigdon, l'amico di lunga data di Marks, di aver perso la sua "integrità e fermezza", asserendo di non nutrire più fiducia nei suoi confronti né come leader della chiesa né come suo consigliere. 

Invece, Marks fece cenno a Rigdon di rimanere nella sua posizione di consigliere della Prima Presidenza, col sostegno di altri membri della chiesa. A seguito della posizione di rifiuto assunta da Smith", la maggior parte del direttivo principale della chiesa, inclusi i membri del Consiglio dei Cinquanta e del Sacro Ordine (Anointed Quorum), misero in discussione l'autorità di Rigdon e la sua pretesa di succedere a Smith come capo della chiesa.
Rigdon e Marks furono anche noti oppositori del matrimonio plurimo. Coloro che sostenevano questa pratica controversa istituita da Smith vedevano tale dissenso come sleale.
Smith tenne un sermone in occasione del funerale del figlio di Marks, nel quale disse:
(Joseph Smith,)
Tale sermone funebre è considerato uno dei discorsi di Smith più introspettivi e più partecipati dal punto di vista emotivo. Alcuni mormoni vi ravvisarono un presentimento e una profezia della morte che lo avrebbe raggiunto di lì a breve.
Nelle settimane prima della morte di Joseph Smith, Marks affermò che Joseph andò da lui e gli confessò che il matrimonio plurimo si era rivelato una maledizione piuttosto che una benedizione per la chiesa. Secondo Marks, Smith avrebbe voluto avviare passi decisi contro tale pratica, ma la morte glielo impedì. La versione di Marks è stata associata ad altre presunte prove come la distruzione dei suoi paramenti indossati nel tempio. Non tutti i membri della gerarchia della chiesa furono convinti dalla testimonianza di Marks.
Quindi in seguito affermò che se Joseph «avesse seguito lo Spirito di rivelazione [presente] in lui, non sarebbe mai andato a Cartagine». Inoltre, Young avrebbe anche affermato che Smith rinnegò la dottrina del matrimonio poligamo in punto di morte. Marks fu smentito anche da Joseph Smith III, il cui padre era stato nominato fra i promotori della legittimazione della poligamia.

## Coinvolgimento nella RLDS
Dopo l'esodo dei seguaci di Young nello Utah, Marks si persuase che le affermazioni di Sidney Rigdon sulla leadership fossero infondate e si unì al movimento di James Strang, diventando consigliere nell'organismo chiamato Prima Presidenza.
Fra il 1853 e il 1855, Marks si allontanò dal movimento per entrare a far parte di altre denominazioni dei Santi degli Ultimi Giorni. Durante questo periodo, ebbe modo di collaborare con Zenas H. Gurley, Jason W. Briggs e William W. Blair. Convinti che la successione nella presidenza della chiesa dovesse essere di tipo patrilineare, i quattro promossero il progetto di fondazione di una nuova Chiesa Riorganizzata di Gesù Cristo dei Santi degli Ultimi Giorni .
Fra il 1853 e il 1859, cercano a più riprese di convincere Joseph Smith III a lasciarsi eleggere alla guida del movimento RLDS, cosa che Smith III alla fine fece.
L'11 giugno 1859, Marks fu formalmente accolto all'interno della nuova chiesa, senza la celebrazione di un altro rito battesimale. Fu invece riconosciuta la validità del precedente sacramento ricevuto dalla Chiesa di Gesù Cristo dei Santi degli Ultimi Giorni. Mark e Gurley presiedettero la conferenza svoltasi nell'aprile del 1860, durante la quale ordinarono Joseph Smith III come presidente del sommo sacerdozio della Chiesa neocostituita.
Joseph Smith III riportò di aver ricevuto nel marzo del 1863 «una rivelazione che comandava alla chiesa di chiamare e ordinare William Marks quale consigliere del presidente, in modo che il Quorum [della Prima Presidenza] potesse essere più perfettamente preparato ad assolvere i compiti a esso spettanti». Tale rivelazione fu presentata alla Conferenza generale della Chiesa RLDS dell'aprile 1863 e trascritta nel testo canonico Dottrina e Alleanze, alla Sezione 115. Nella medesima occasione, fu ordinato Marks, che si unì a Joseph Smith III e a Jason W. Briggs nell'organismo della Prima Presidenza RLDS.
Nel 1866, Marks fu nominato membro del comitato incaricato di esaminare i manoscritti dalla vedova di Emma Smith Bidamon, vedova di Joseph Smith, e in particolare di curare la pubblicazione della sua traduzione della Bibbia.
Il 22 maggio 1872 Marks morì a Plano, nell'Illinois. La tomba si trova nel cimitero di Shabbona Grove, a Dekalb, adiacente a quella della moglie Rosannah Robinson Marks, che si spense il 18 ottobre 1862. Marks si era sposato in seconde nozze nel 1866 con Julia Ann Durfee, che gli sopravvisse.